# Teodorida di Siracusa
Teodorida di Siracusa (Siracusa, seconda metà del III secolo a.C. – ...) è stato un poeta siceliota, ed epigrammista (in greco antico Θεοδωρίδας).

## Biografia
Teodorida, di origine dorica, come dimostra il suo nome, fu grossomodo contemporaneo di Euforione di Calcide, come dimostra il fatto che lo citi in un suo epigramma e, d'altro canto, sarebbe nota un'opera del poeta calcidese Risposte a Teodorida.

## Opere
Teodorida fu un tipico poeta ellenistico, portato alla varietà di argomenti e di generi poetici, spesso riprendendo generi letterari anche desueti, quali il ditirambo, o di tipo popolaresco.
 
Abbiamo, infatti, nell'Antologia Palatina, giunti tramite la Corona di Meleagro di Gadara, 18 suoi epigrammi, cui si aggiunge la menzione di un poema lirico A Eros (Εἰς Ἔρωτα), due frammenti dal ditirambo Κένταυροι (I centauri), oltre a versi parodico-osceni, detti φλύακες.